# NGC 2557
NGC 2557 ist eine linsenförmige Galaxie vom Hubble-Typ SB0 im Sternbild Krebs auf der Ekliptik. Sie ist schätzungsweise 212 Millionen Lichtjahre von der Milchstraße entfernt.
Das Objekt wurde am 2. Februar 1877 von Edouard Stephan entdeckt.